# Michael Ford (Radsportler)
Michael Ford (* 23. April 1986 in Dandenong, Melbourne) ist ein ehemaliger australischer Bahn- und Straßenradrennfahrer.

## Sportliche Laufbahn
Michael Ford gewann 2003 bei den Junioren-Bahnradweltmeisterschaften in Moskau die Silbermedaille in der Einer- und die Bronzemedaille in der Mannschaftsverfolgung. Außerdem wurde er australischer Meister im Zweier-Mannschaftsfahren. Bei der Weltmeisterschaft in Los Angeles im Jahr darauf wurde er Junioren-Weltmeister in der Einer- und in der Mannschaftsverfolgung. Nationaler Junioren-Meister wurde er 2004 in der Einerverfolgung und im Zweier-Mannschaftsfahren. Ab 2006 fuhr Ford für das australische Continental Team Southaustralia.com-AIS. In seinem ersten Jahr dort gewann er eine Etappe bei der Tour of the Murray River. 2007 wurde Ford mit Zakkari Dempster, Richard England und Sean Finning in der Elite-Klasse australischer Meister in der Mannschaftsverfolgung. 2008 beendete er seine Radsportlaufbahn.

## Erfolge
2003
- Junioren-Weltmeisterschaft – Einerverfolgung
- Junioren-Weltmeisterschaft – Mannschaftsverfolgung (mit Chris Pascoe, Sean Finning und Andrew Wyper)
- Australischer Junioren-Meister – Zweier-Mannschaftsfahren (mit Sean Finning)

2004
- Junioren-Weltmeister – Einerverfolgung
- Junioren-Weltmeister – Mannschaftsverfolgung (mit Simon Clarke, Matthew Goss und Miles Olman)
- Australischer Junioren-Meister – Einerverfolgung
- Australischer Junioren-Meister – Zweier-Mannschaftsfahren (mit Mitchell Docker)

2007
- Australischer Meister – Mannschaftsverfolgung (mit Zakkari Dempster, Richard England und Sean Finning)

## Teams
- 2006 Southaustralia.com-AIS
- 2007 Southaustralia.com-AIS
- 2008 Southaustralia.com-AIS

| Personendaten    | Personendaten                                 |
| ---------------- | --------------------------------------------- |
| NAME             | Ford, Michael                                 |
| KURZBESCHREIBUNG | australischer Bahn- und Straßenradrennfahrer  |
| GEBURTSDATUM     | 23. April 1986                                |
| GEBURTSORT       | Greater Dandenong City, Melbourne, Australien |